# Зуев, Денис Сергеевич
Денис Сергеевич Зуев (14 апреля 1978, Ждановка, Донецкая область — 28 ноября 1999, Гудермесский район, Чечня) — российский военнослужащий, участник контртеррористической операции на Северном Кавказе, Герой Российской Федерации.

## Биография
Денис Сергеевич Зуев родился 14 апреля 1978 года в Донецкой области в городе Ждановка (Украина). Окончил среднюю школу. После приехал в Россию и поступил в Белгородскую сельскохозяйственную академию. Позже перевёлся на биолого-химическое отделение Белгородского государственного университета.
В 1998 году был призван на службу в Воздушно-десантные войска. Военную службу проходил в Туле в 51-м гвардейском парашютно-десантном полку.
В зону боевых действий в Дагестане и в Чеченской республике прибыл осенью 1999 года. Старший сержант Денис Зуев совершил несколько десятков боевых выходов, часто отличался в боях.
Позже осенью был включен в список личного состава разведывательного взвода полковой тактической группы 119-го гвардейского парашютно-десантного полка.
Скончался на 22-м году жизни. Похоронен на Ячневском кладбище (Белгород).

## Подвиг
Рано утром 28 ноября 1999 года группа выдвинулась к окраине села Новогрозненского. Выполняя разведку опорного пункта боевиков, группа была обнаружена и прижата шквальным огнём.
Денис Зуев понимал, что всей группе грозит уничтожение, и тогда он прополз по-пластунски во фланг боевикам. Двумя гранатами уничтожил пулемётный расчет боевиков, потом ворвался в опорный пункт бандитов и очередью убил еще нескольких боевиков. Затем Денис Зуев захватил пулемёт и открыл огонь по врагу, тем самым вызвал замешательство противника. Своими действиями он спас группу и прикрыл её отход, но сам не успел уйти из вражеских окопов. Опомнившись, боевики открыли по сержанту огонь. Денис продолжал вести огонь по врагу, будучи раненным. Был окружен боевиками и расстрелян. Во время этого боя к опорному пункту подошла парашютно-десантная рота и уничтожила боевиков, но Денис Зуев был уже мертв.
За мужество и героизм, проявленные в ходе контртеррористической операции, Указом Президента Российской Федерации 14 марта 2000 года старшему сержанту Денису Зуеву было присвоено звание Героя Российской Федерации (посмертно).

## Память
- В Юго-Западной части Белгорода есть улица, названная в честь Дениса Зуева[2].
- В Белгороде на аллее героев-белгородцев в парке Победы установлен бюст Героя[2].
- В Туле на территории Тульской десантной дивизии на Аллее Славы также был установлен бюст Зуева[2].
- На доме, в котором жил Герой, установлена мемориальная доска[2].
- В музее истории Белгородского государственного университета тоже есть мемориальная доска, посвященная подвигу Дениса Зуева, открытая 14 апреля 2007 года в день рождения Героя[2].
- В городе Ждановка Донецкой области на школе, где учился Денис, установлена мемориальная доска[2].
- В Белгородском государственном университете установлена стипендия Д. С. Зуева для лучших студентов, отслуживших в армии[1].